# Cocoon (Migos)
Cocoon è un singolo del gruppo musicale statunitense Migos pubblicato il 5 maggio 2016.

## Tracce
1. Cocoon – 5:00